# Jean-Claude Decaux
Jean-Claude Decaux (Beauvais, 15 de setembre de 1938 - 27 de maig de 2016) fou un multimilionari francès dedicat a la publicitat exterior. Jean-Claude Decaux fou el president i fundador de l'empresa JCDecaux, dirigida posteriorment pels seus fills Jean-François i Jean-Charles.